# Cono astillado

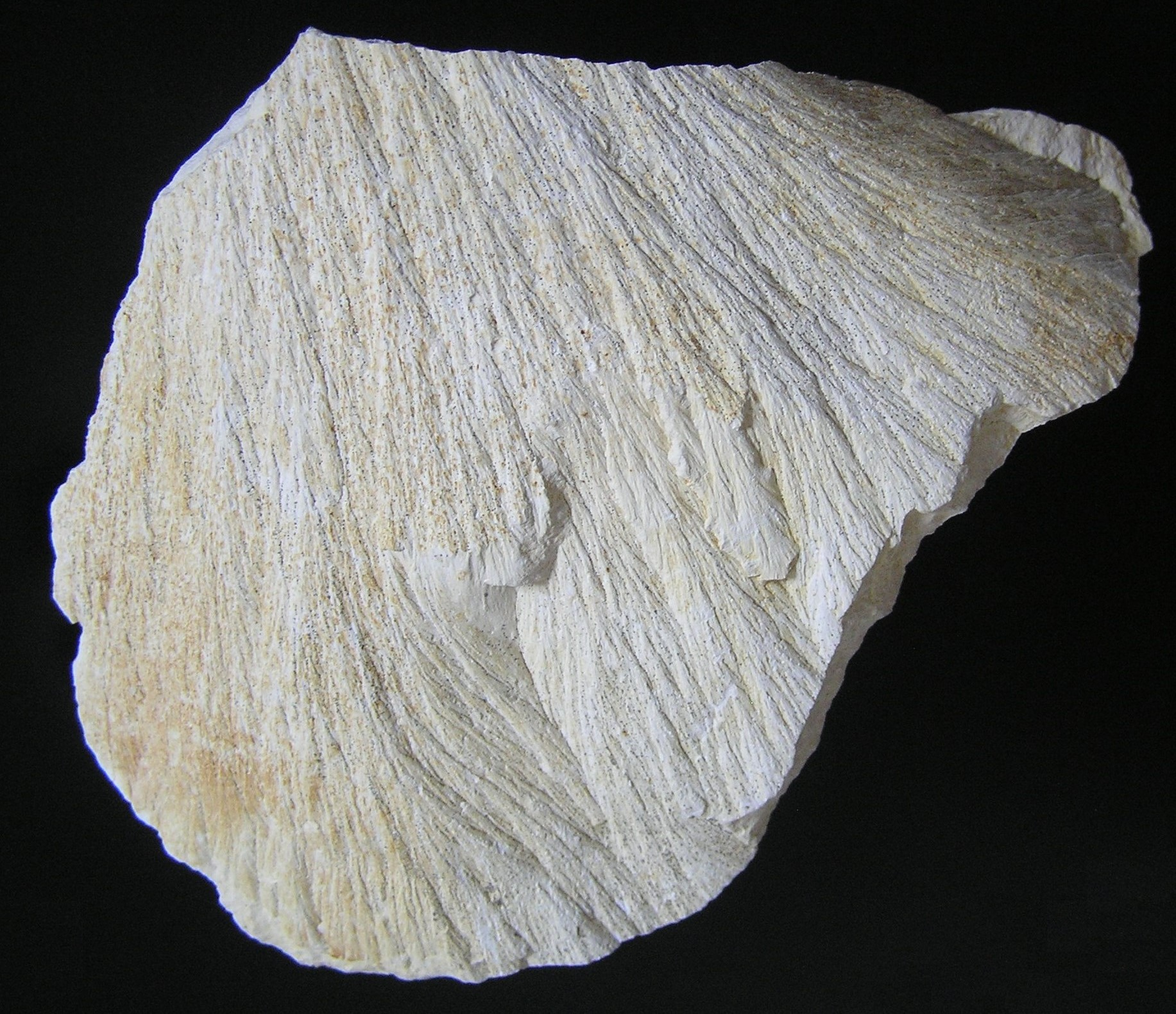
Cono astillado procedente del cráter Steinheim, Alemania.

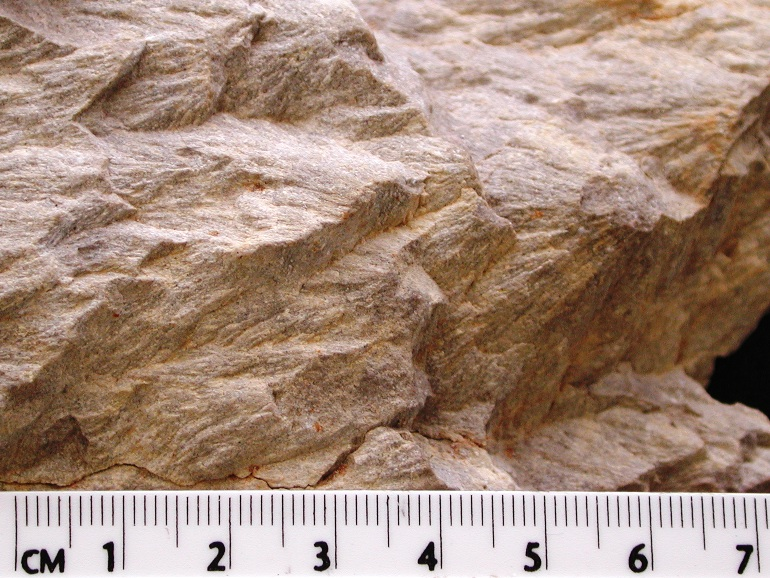
Conos astillados en dolomías del cráter Wells Creek (Estados Unidos).

Los conos astillados (shatter cones) son superficies de fractura estriadas y cónicas que se encuentran en rocas que han sufrido una presión muy elevada (2-30 GPa), normalmente asociadas a impactos meteoríticos o explosiones nucleares. Por lo general, el ápice de los conos apunta hacia la fuente productora de las ondas de choque, pero son frecuentes las orientaciones irregulares e incluso orientaciones en sentido contrario. El tamaño puede oscilar entre pocos centímetros y varios metros.